# The Duke (film, 2016)
Pour les articles homonymes, voir The Duke.
Pour plus de détails, voir Fiche technique et Distribution.
The Duke ou Envie au Québec (Urge) est un thriller américain coécrit et réalisé par Aaron Kaufman et sorti en 2016.

## Synopsis
Une escapade d'un week-end prend un étrange tournant quand un mystérieux propriétaire de boîte de nuit (Pierce Brosnan) propose à un groupe d'amis une nouvelle drogue. Libérés de leurs inhibitions, ils commencent à réaliser leurs fantasmes les plus extravagants, mais ce qui commence comme une fête devient vite un jeu mortel, et alors que la nuit s'avance l'île paradisiaque se transforme en une véritable « maison de fous » tropicale.

## Fiche technique
- Titre original : Urge
- Titre français : The Duke
- Titre québécois : Envie
- Réalisation : Aaron Kaufman
- Scénario : Aaron Kaufman, Jason Zumwalt et Jerry Stahl
- Direction artistique : Christopher Stull
- Décors : Daniel R. Kersting
- Costumes : Gina Ruiz
- Photographie : Darren Lew
- Montage : Jeffrey Wolf
- Musique : The Newton Brothers
- Son : Charles Marcus, Daniel Brooks
- Production : Mark Neveldine et Skip Williamson
- Sociétés de production : Grindstone Entertainment Group, Blackmrkt Incorporated et Europictures[1]
- Sociétés de distribution :  Lionsgate
- Pays d'origine :  États-Unis
- Langue originale : anglais
- Format : couleur
- Genre : Thriller
- Durée : 89 minutes
- Dates de sortie : 
  - États-Unis : 3 juin 2016
  - France : 28 février 2018 (en VOD / DVD)

## Distribution
- Pierce Brosnan (VF : Jérôme Keen (crédité Éric Saert) ; VQ : Daniel Picard) : Daemon Sloane
- Ashley Greene (VF : ? [crédité Cécile Vautier]) : Theresa
- Justin Chatwin (VF : ? [crédité Nicolas Villiers]) : Jason Brettner
- Alexis Knapp (VF : ? [crédité Sophie Elkart]) : Joey
- Danny Masterson (VF : ? [crédité Arthur Lebrey]) : Neal
- Kea Ho : Xiomara
- Bar Paly (VF : ? [crédité Adèle Malraux]) : Denise
- Chris Geere (VF : ? [crédité Francis Pierre]) : Vick
- Nick Thune (VF : ? [crédité Jean-Michel Marivaux]) : Danny
- Jeff Fahey : Gerald
- Alison Lohman : la « Mère »
- Eric Davis (VF : ? [crédité Éric Omet]) : le bouffon rouge
- Kevin Corrigan : le policier
- James DeBello : le parieur
- Nicola Fiore : la sex urger

Source : carton du doublage français.